# Тукан чорнодзьобий
Тукан чорнодзьобий (Ramphastos vitellinus) — вид дятлоподібних птахів родини туканових (Ramphastidae).

## Поширення
Вид має широкий ареал від східної Колумбії, на схід через Венесуелу, Тринідад і Тобаго, Гаяну, Суринам і Французьку Гвіану до північної Амазонії Бразилії (штати Амазонас, Рорайма, Пара та Амапа).

## Спосіб життя
Трапляється невеликими зграями або парами. Живиться фруктами, але також поїдає комах, ящірок, яйця та дрібних птахів. Гніздо облаштовує у дуплі. Самиця відкладає 2–4 білі яйця. Інкубація триває 14–15 днів.

## Підвиди
Включає три підвиди: